# The Double
The Double (El Doble) es una película británica de comedia negra y suspenso estrenada en 2013, dirigida por Richard Ayoade y protagonizada por Jesse Eisenberg y Mia Wasikowska. Basada en la novela The Double de Fiódor Dostoyevski, cuenta la historia de un hombre llevado a una crisis de ansiedad en el momento en el que en su trabajo aparece un doppelgänger que comienza a usurpar su vida.

## Sinopsis
Simon James (Jesse Eisenberg), un tímido y cobarde empleado de oficina lleva una vida gris y triste; a pesar de llevar siete años en el mismo trabajo sus compañeros y su jefe le ignoran y prácticamente ni le dirigen la palabra, pasa las noches espiando a Hannah (Mia Wasikowska), la chica que le gusta, desde la ventana de su apartamento ya que en persona no es capaz de decirle nada y, en general, es obviado por una sociedad que parece únicamente querer oprimir y deprimirle.
El jefe de Simon, el Sr. Papadopoulos (Wallace Shawn), anuncia un día la llegada de un nuevo empleado a la oficina, James Simon (interpretado también por Eisenberg), el cual es físicamente idéntico a Simon pero con una personalidad y un carácter completamente opuesto al de este. Asertivo y encantador, James no solo consigue el respeto de todo el mundo en el trabajo, sino que, para enfado de Simon, nadie parece darse cuenta del parecido que existe entre ambos.
Poco a poco, Simon comienza a perder la cabeza cuando ve que James parece tener intenciones de suplantarle, llevándose el mérito por sus logros, conquistando a la chica de sus sueños, etc., siendo, al fin y al cabo, todo aquello que le gustaría ser pero que no es.

## Reparto
- Jesse Eisenberg como Simon James/James Simon.
- Mia Wasikowska como Hannah.
- Wallace Shawn como Sr. Papadopoulos.
- Noah Taylor como Harris.
- Yasmin Paige como Melanie Papadopoulos.